# 바람난 고양이들
"바람난 고양이들"은 한국에서 제작된 김용언 감독의 1964년 영화이다. 강신성일 등이 주연으로 출연하였고 박원석 등이 제작에 참여하였다.

## 출연

### 주연
- 강신성일
- 최지희
- 방성자

## 기타
- 조명: 이병수
- 미술: 박석인